# Distretto di Surselva
Il distretto di Surselva è stato un distretto del Canton Grigioni, in Svizzera, fino alla sua soppressione avvenuta il 31 dicembre 2015. Dal 1º gennaio 2016 nel cantone le funzioni dei distretti e quelle dei circoli, entrambi soppressi, sono stati assunti dalle nuove regioni; il territorio dell'ex distretto di Surselva coincide con quello della nuova regione Surselva.
Il distretto confinava con i distretti di Imboden a nord-est e di Hinterrhein a est e sud-est, con il Canton Ticino (distretti di Blenio a sud e di Leventina a sud-ovest), con il Canton Uri a ovest e nord-ovest e con il Canton Glarona a nord. Il capoluogo era Ilanz/Glion. Il distretto di Surselva era il primo distretto per superficie ed il quarto per popolazione del Canton Grigioni.

## Geografia antropica

### Suddivisioni amministrative

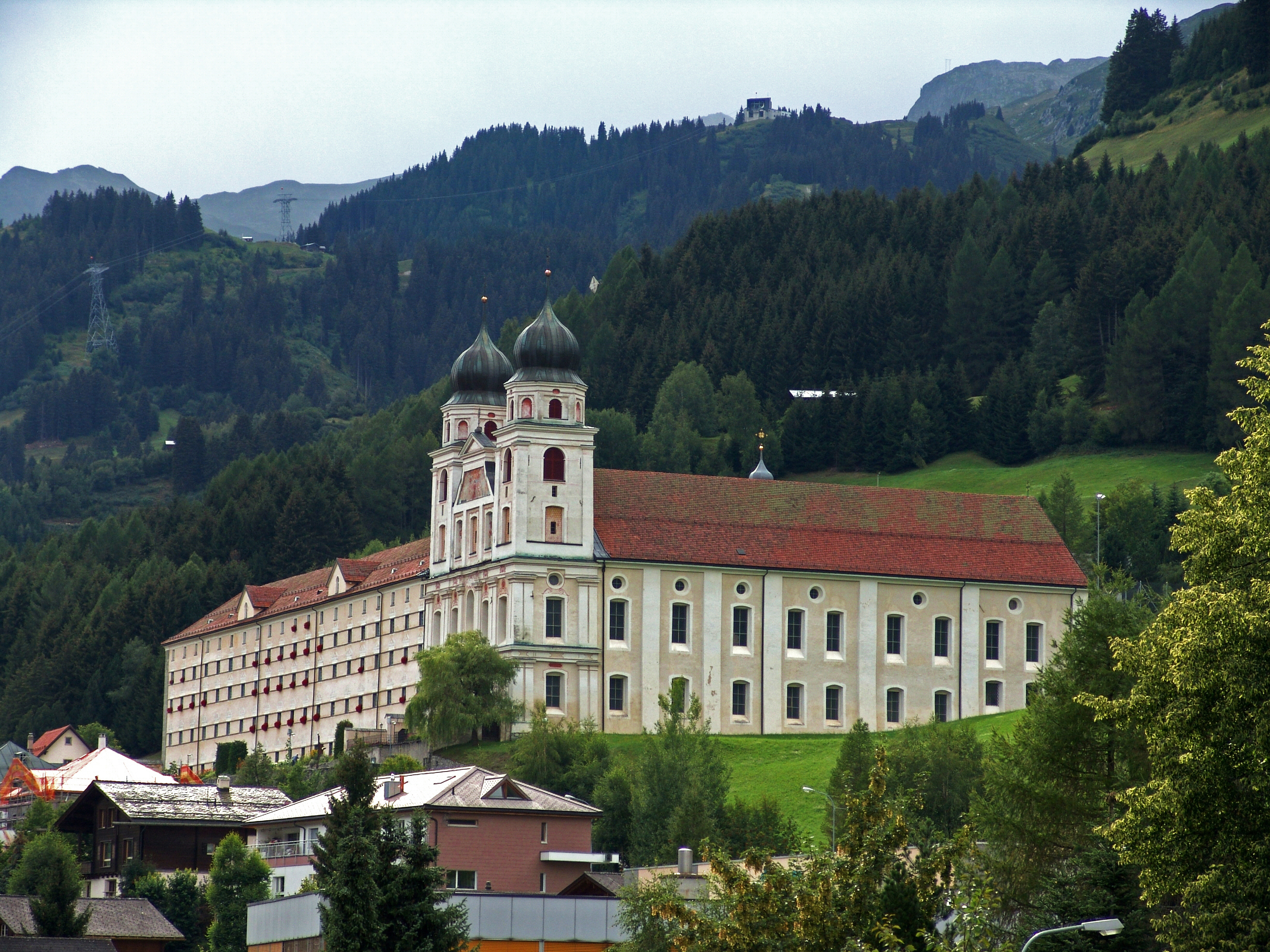
Abbazia di Disentis

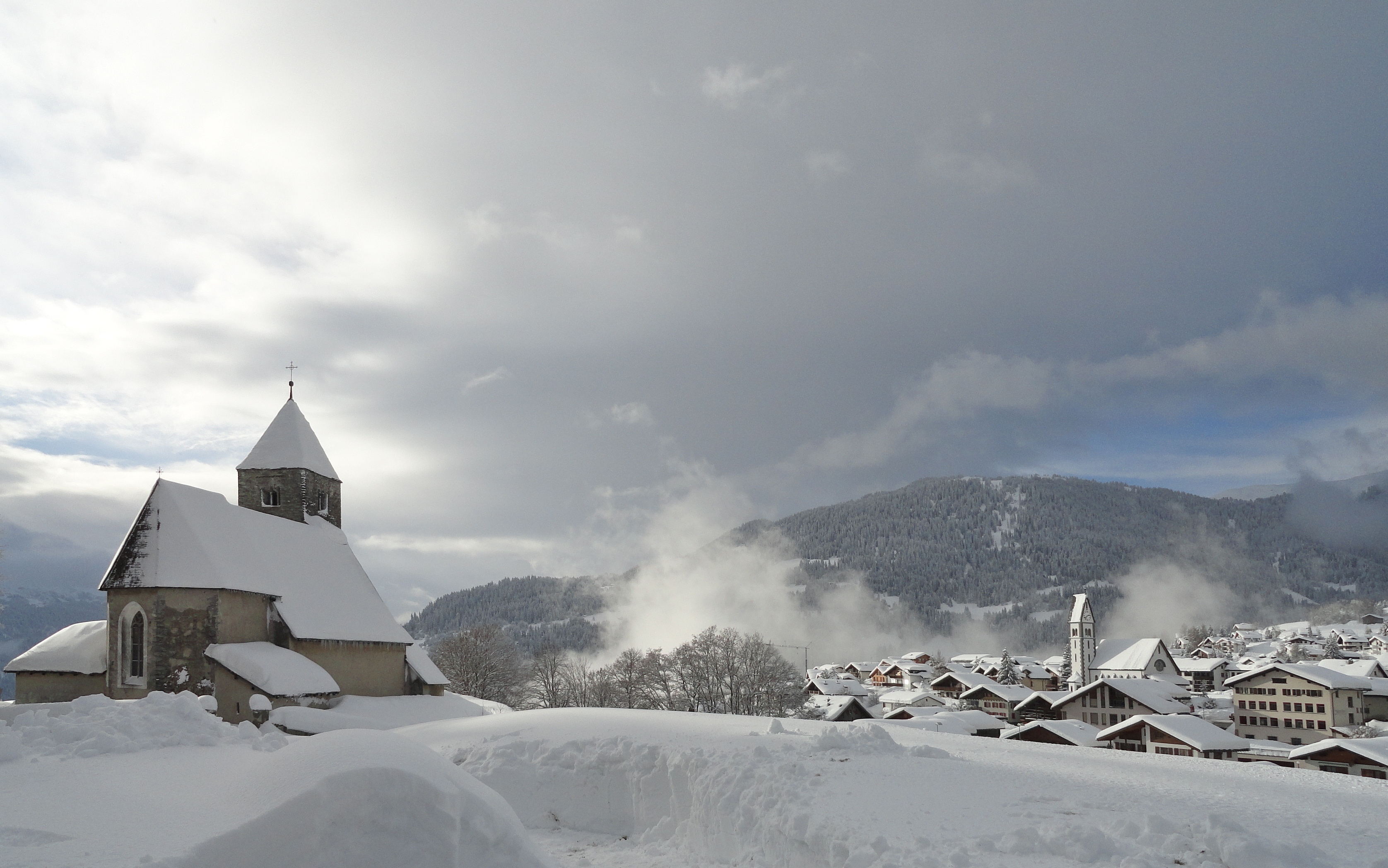
Falera

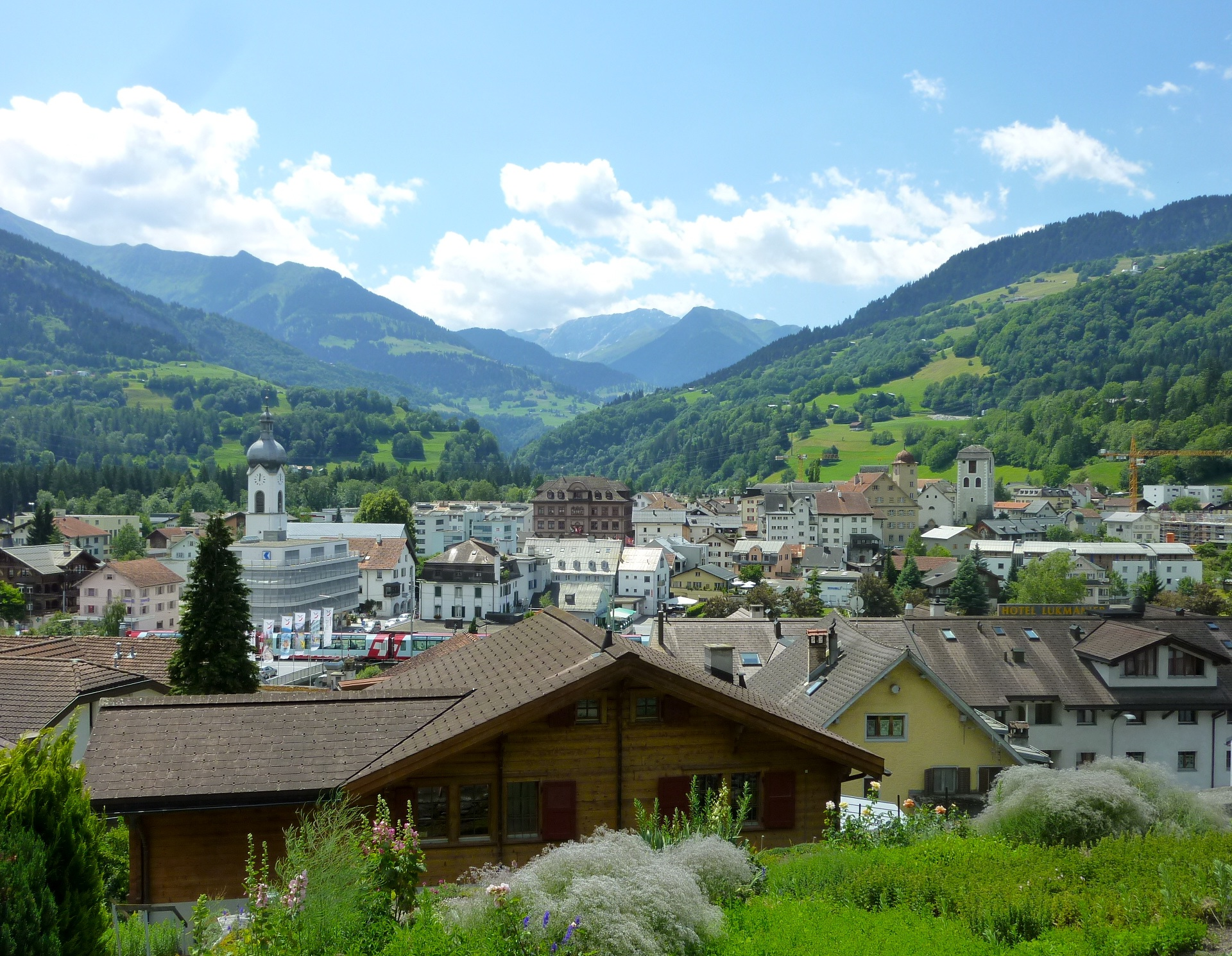
Ilanz, Ilanz/Glion

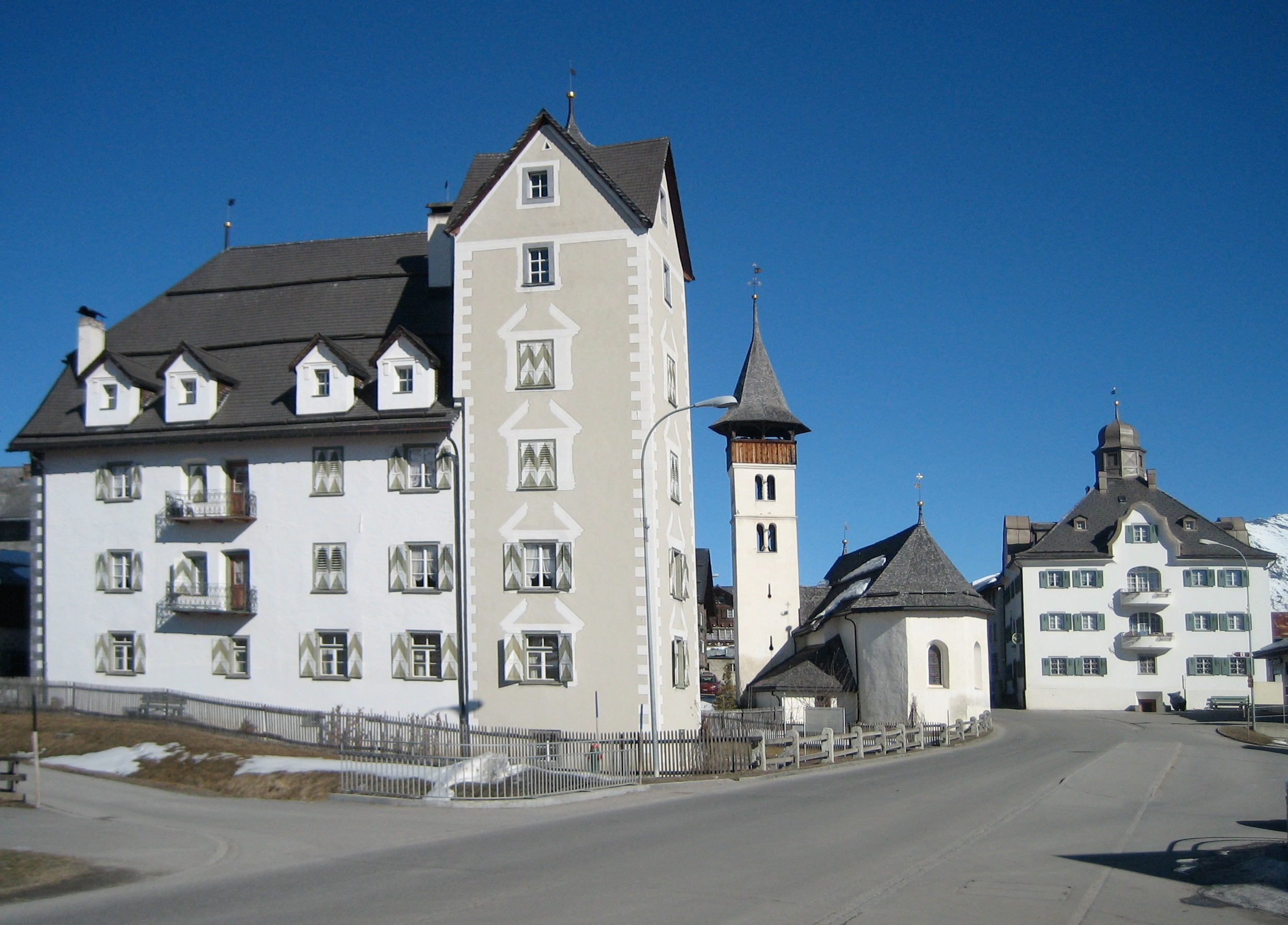
Vella, Lumnezia

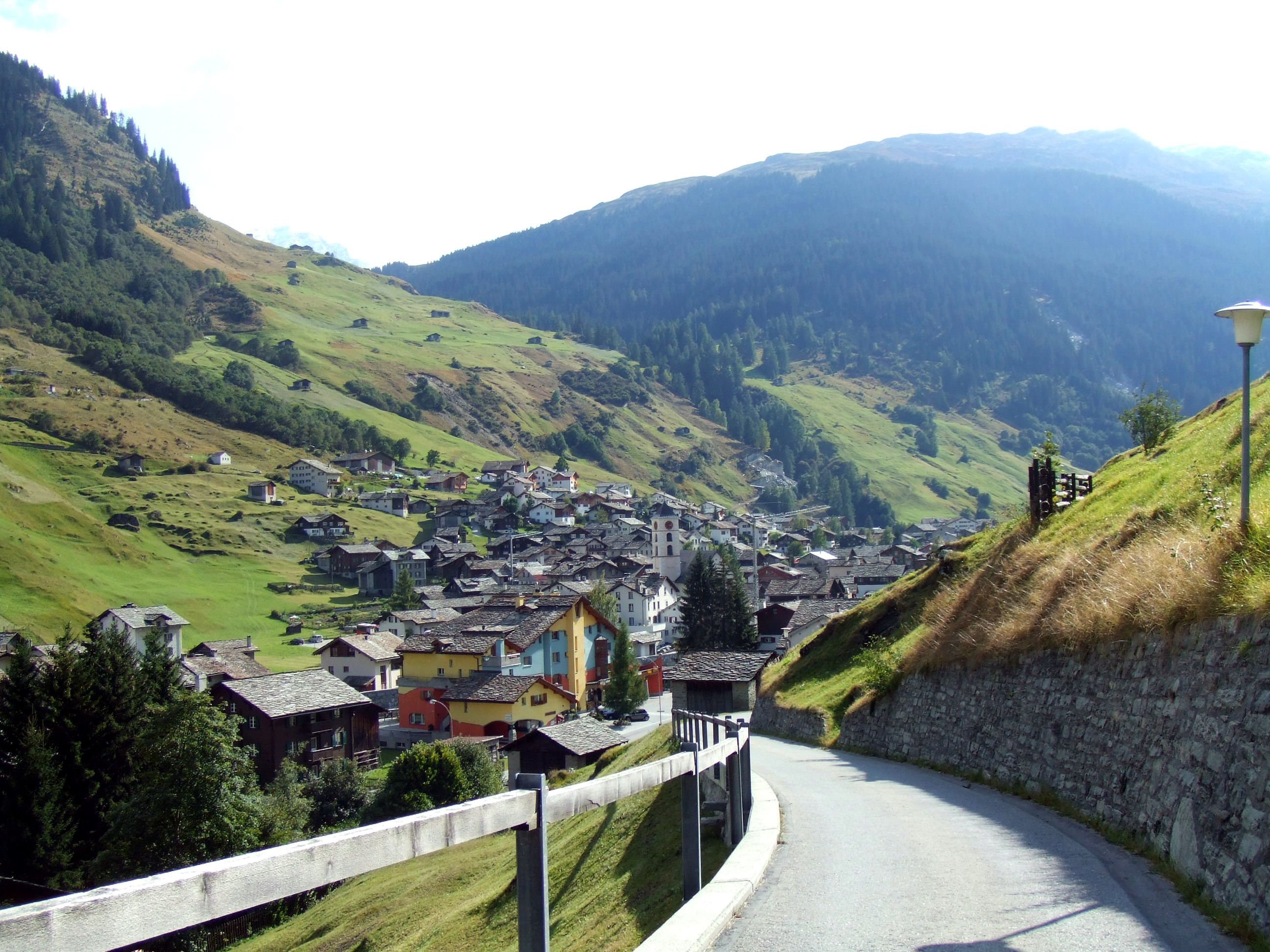
Vals

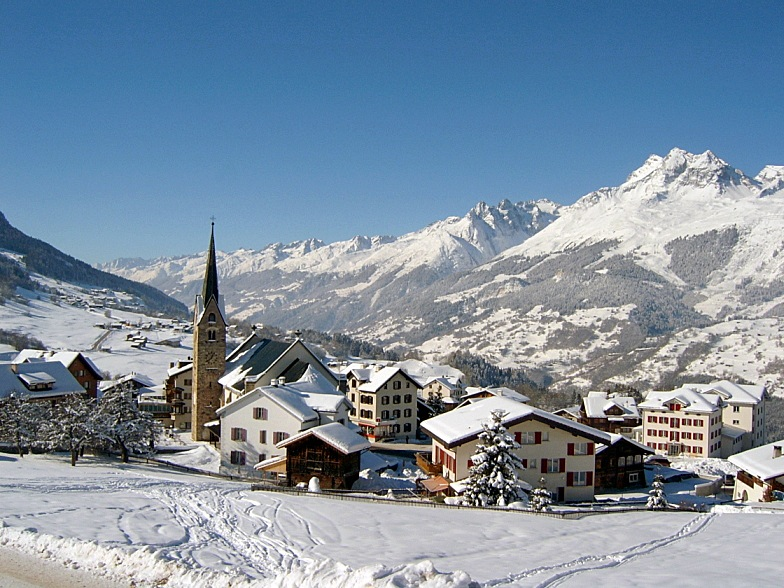
Meierhof, Obersaxen

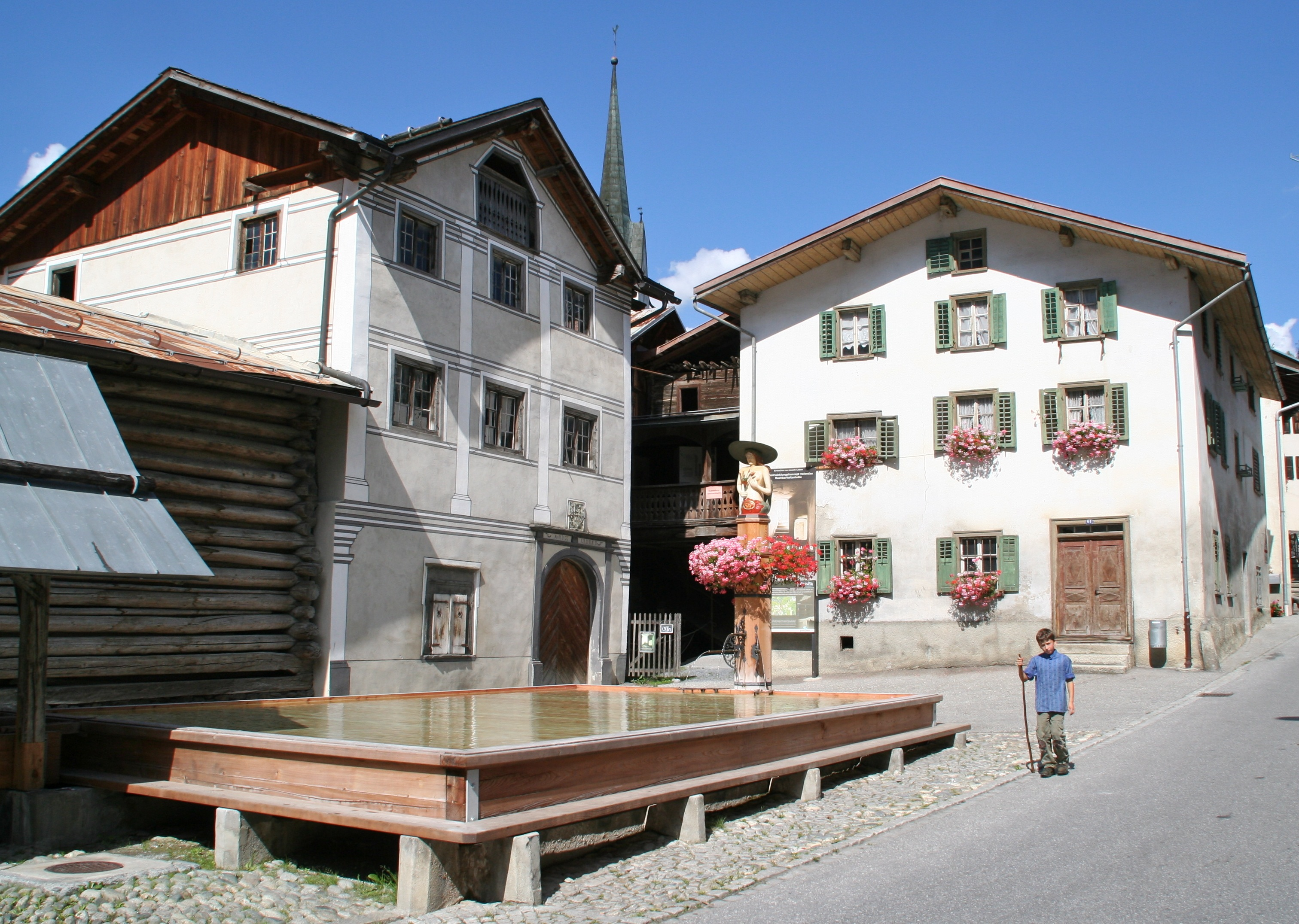
Fontana di legno, Valendas, Safiental

Il distretto di Surselva è diviso in 5 circoli e 18 comuni:
| Circolo di Disentis | Circolo di Disentis | Circolo di Disentis | Circolo di Disentis |
| Stemma              | Nome del comune     | Abitanti 31-12-2016 | Superficie in km²   |
| ------------------- | ------------------- | ------------------- | ------------------- |
| Breil/Brigels       | Breil/Brigels       | 1800                | 50.64               |
| Disentis/Mustér     | Disentis/Mustér     | 2098                | 90.98               |
| Medel               | Medel               | 385                 | 136.22              |
| Sumvitg             | Sumvitg             | 1216                | 101.88              |
| Trun                | Trun                | 1180                | 51.90               |
| Tujetsch            | Tujetsch            | 1285                | 133.91              |

| Circolo di Ilanz | Circolo di Ilanz | Circolo di Ilanz    | Circolo di Ilanz  |
| Stemma           | Nome del comune  | Abitanti 31-12-2016 | Superficie in km² |
| ---------------- | ---------------- | ------------------- | ----------------- |
| Falera           | Falera           | 608                 | 22.36             |
| Ilanz/Glion      | Ilanz/Glion      | 4736                | 133.48            |
| Laax             | Laax             | 1725                | 31.71             |
| Mundaun          | Mundaun          |                     | 8.59              |
| Sagogn           | Sagogn           | 702                 | 6.92              |
| Schluein         | Schluein         | 624                 | 4.79              |

| Circolo di Lumnezia/Lugnez | Circolo di Lumnezia/Lugnez | Circolo di Lumnezia/Lugnez | Circolo di Lumnezia/Lugnez |
| Stemma                     | Nome del comune            | Abitanti 31-12-2016        | Superficie in km²          |
| -------------------------- | -------------------------- | -------------------------- | -------------------------- |
|                            | Lumnezia                   | 2068                       | 159.81                     |
| Vals                       | Vals                       | 984                        | 175.56                     |

| Circolo di Ruis   | Circolo di Ruis   | Circolo di Ruis     | Circolo di Ruis   |
| Stemma            | Nome del comune   | Abitanti 31-12-2016 | Superficie in km² |
| ----------------- | ----------------- | ------------------- | ----------------- |
| Andiast           | Andiast           | 204                 | 13.63             |
| Obersaxen         | Obersaxen         |                     | 61.77             |
| Waltensburg/Vuorz | Waltensburg/Vuorz | 333                 | 32.31             |

| Circolo di Safien | Circolo di Safien | Circolo di Safien   | Circolo di Safien |
| Stemma            | Nome del comune   | Abitanti 31-12-2016 | Superficie in km² |
| ----------------- | ----------------- | ------------------- | ----------------- |
| Safiental         | Safiental         | 897                 | 15.43             |

## Variazioni amministrative

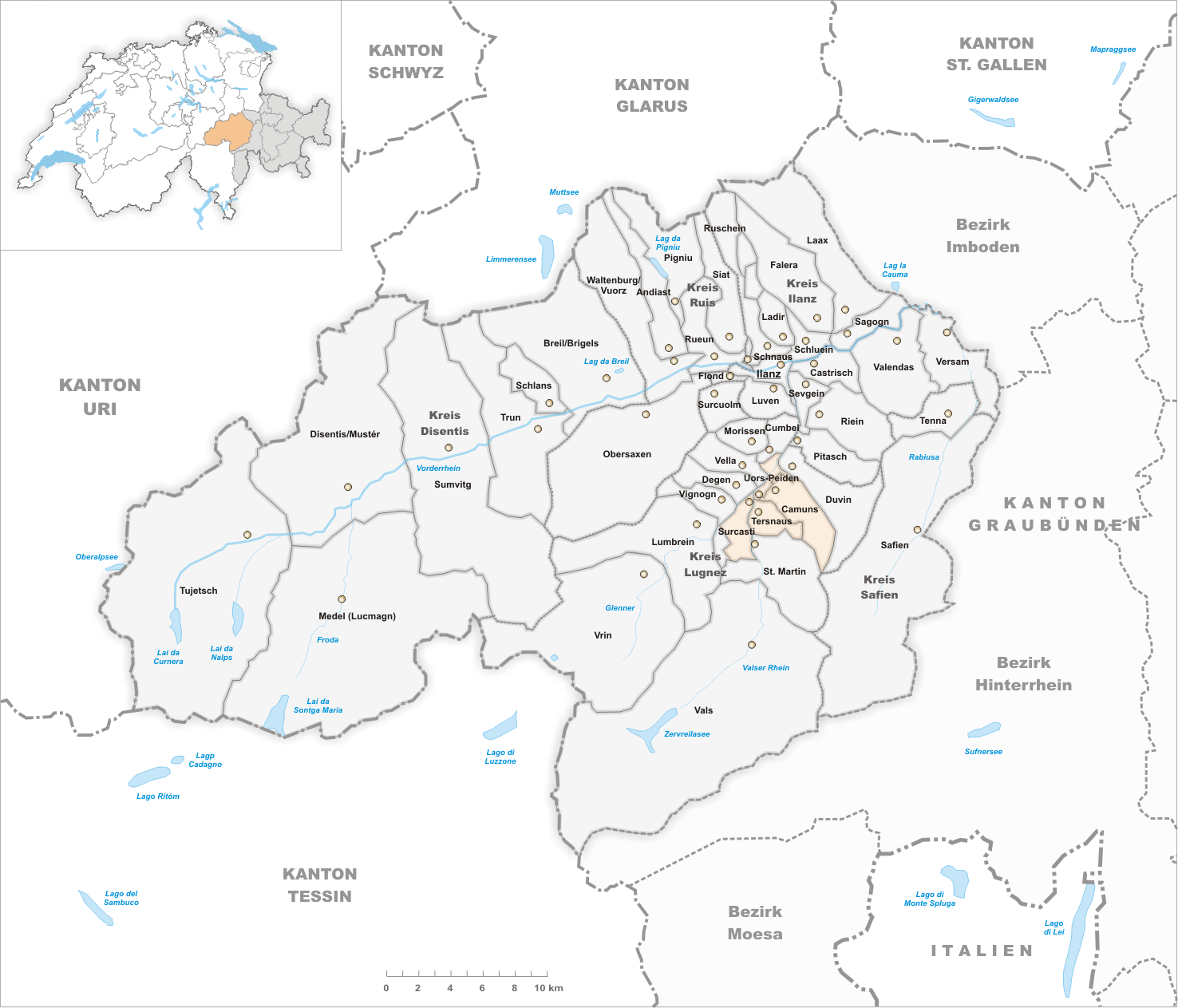
I comuni fino al 2001
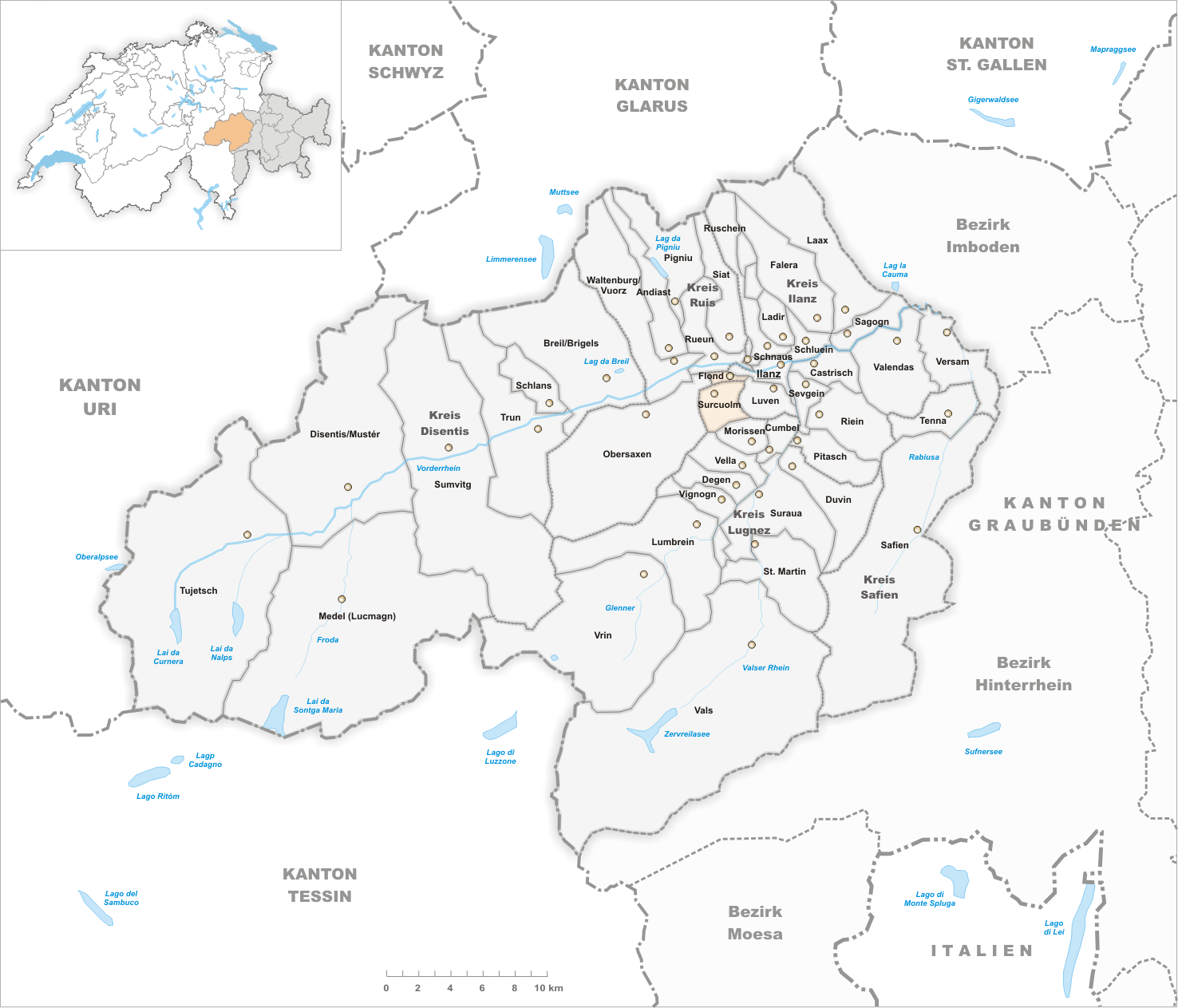
I comuni fino al 2008
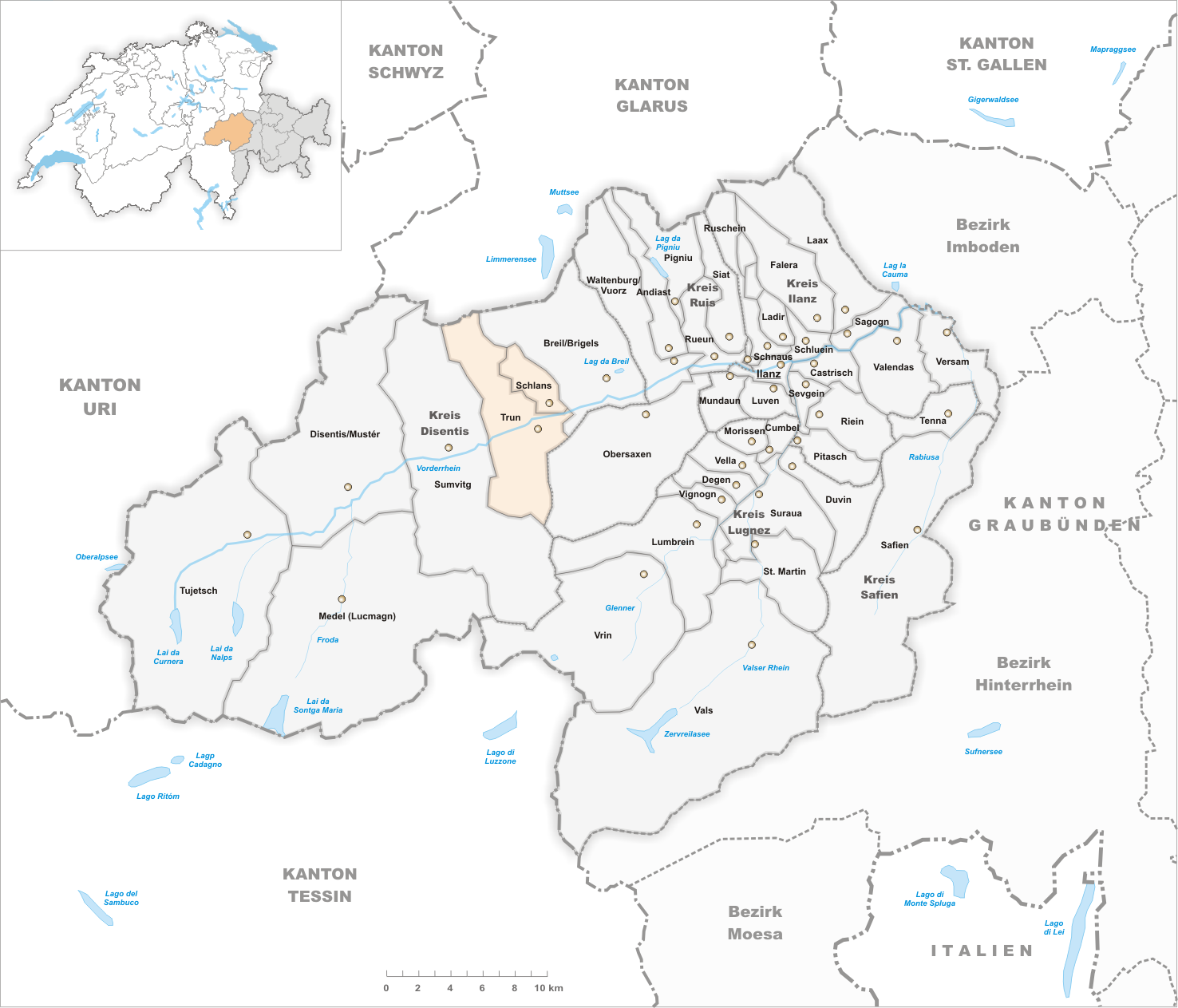
I comuni fino al 2011
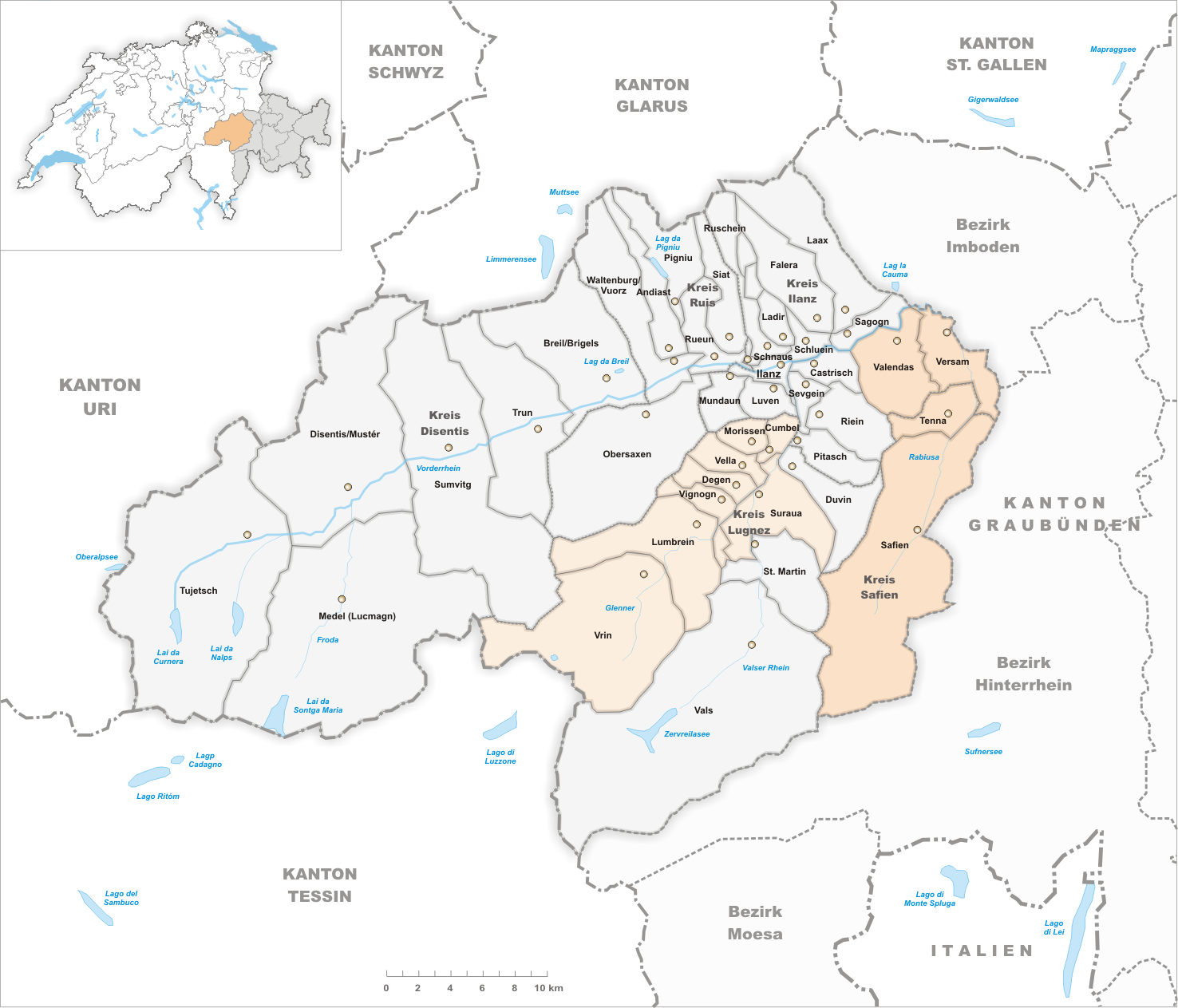
I comuni fino al 2012
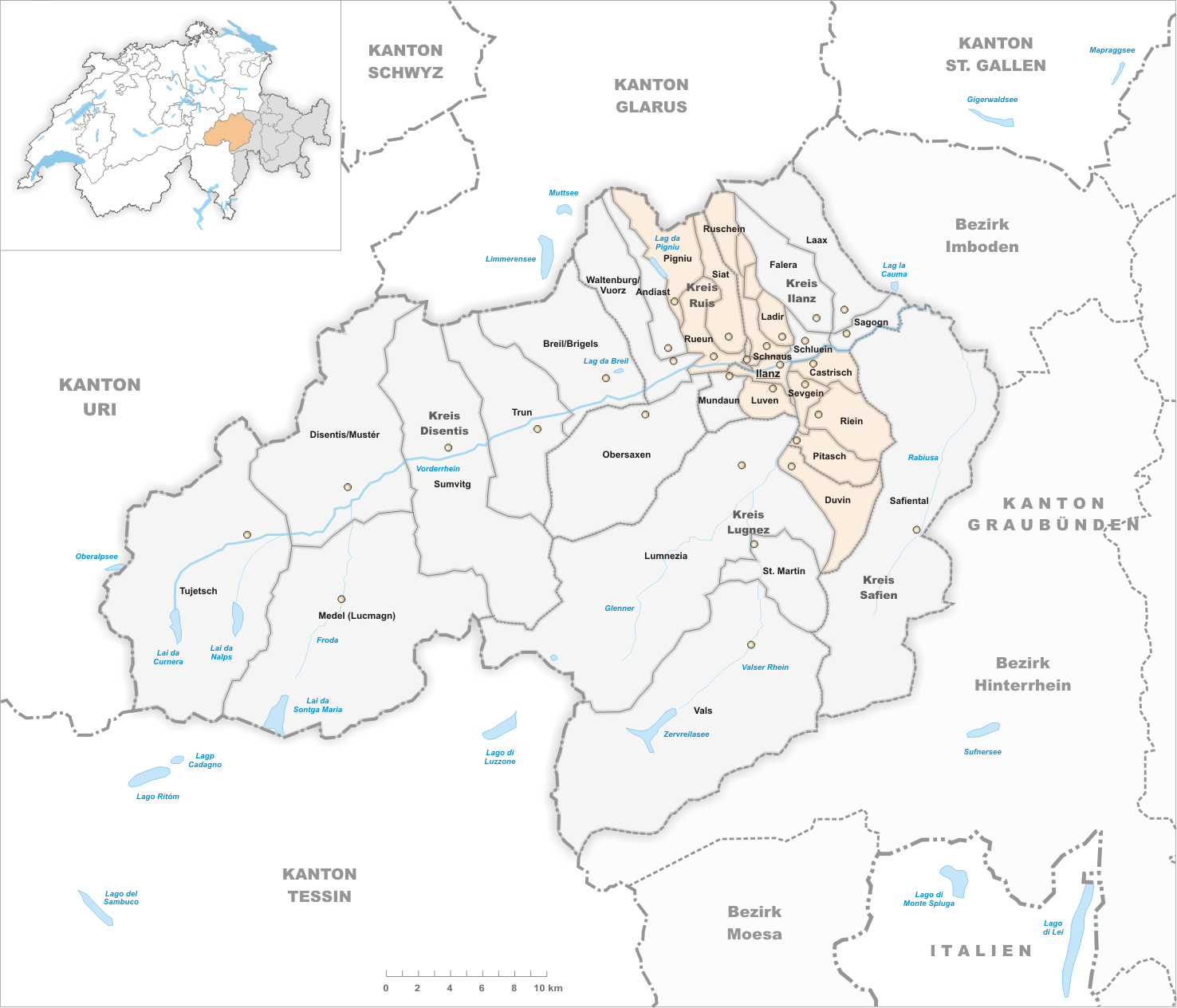
I comuni fino al 2013
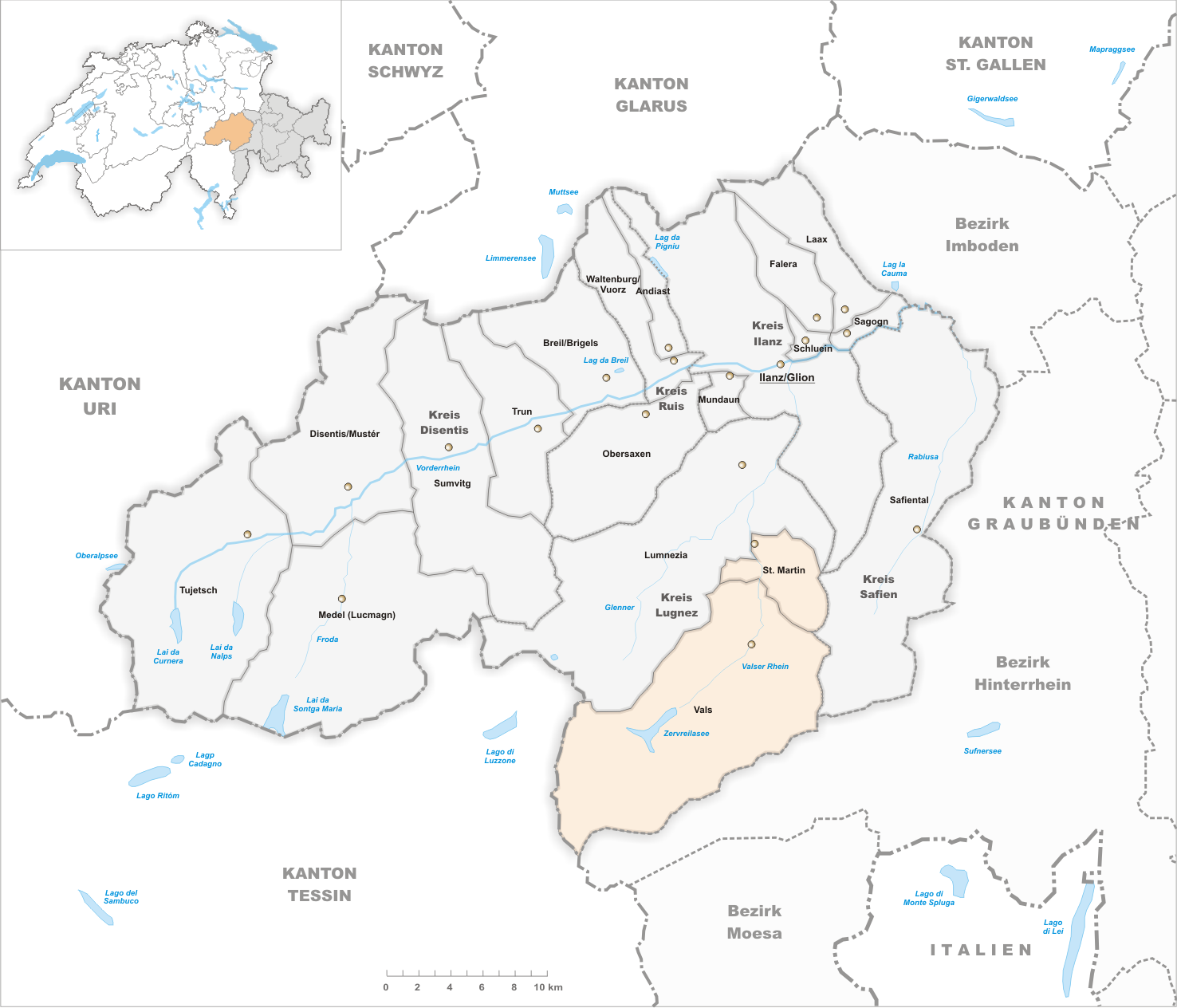
I comuni fino al 2014

- 1963: aggregazione dei comuni di Uors e Peiden nel nuovo comune di Uors-Peiden
- 1978: il comune di Strada viene aggregato a Ilanz
- 2002: aggregazione dei comuni di Camuns, Surcasti, Tersnaus e Uors-Peiden nel nuovo comune di Suraua
- 2009: aggregazione dei comuni di Flond e Surcuolm nel nuovo comune di Mundaun
- 2012: il comune di Schlans viene aggregato a Trun
- 2013: aggregazione dei comuni di Valendas, Versam, Tenna e Safien nel nuovo comune di Safiental
- 2013: aggregazione dei comuni di Cumbel, Degen, Lumbrein, Morissen, Suraua, Vignogn, Vella e Vrin nel nuovo comune di Lumnezia
- 2014: aggregazione dei comuni di Castrisch, Duvin, Ladir, Luven, Pigniu, Pitasch, Riein, Rueun, Ruschein, Schnaus, Sevgein e Siat al comune di Ilanz
- 2015: il comun di Sankt Martin viene aggregato a Vals